# Sammy Watkins
Sammy Watkins (Fort Myers, 14 giugno 1993) è un giocatore di football americano statunitense che gioca nel ruolo di wide receiver per i Green Bay Packers della National Football League (NFL). Fu scelto come quarto assoluto nel Draft NFL 2014 dai Buffalo Bills. Al college ha giocato nel ruolo di wide receiver coi Clemson Tigers venendo premiato tre volte come All-American. Era considerato il migliore ricevitore disponibile nel Draft.

## Carriera universitaria

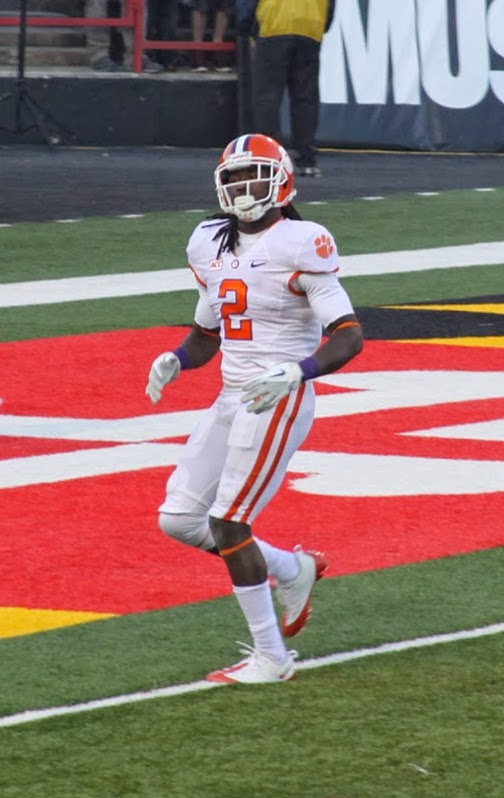
Watkins nel 2013

Watkins si iscrisse alla Clemson University nel novembre 2010. Ebbe offerte anche da Florida State, Florida e Miami ma decise di scegliere un istituto al di fuori della Florida.
Malgrado il non aver preso parte agli allenamenti primaverili, Watkins ebbe un immediato impatto per Clemson nella sua stagione da freshman nel 2011. Ricevette 82 passaggi per 1 219 yard e 12 touchdown nella sua prima stagione al college, incluse 10 ricezioni, 155 yard e 2 touchdown contro i campioni nazionali di Auburn. Guidò la nazione in yard ricevute a partita, yard totali e touchdown. Superò 11 diversi risultati dell'istituto per un giocatore al primo anno, incluso quello per le yard totali precedentemente detenuto da C.J. Spiller. L'Associated Press lo inserì nel First-team All-American, diventando solo il quarto true freshman ad ottenere tale riconoscimento, dopo Herschel Walker, Marshall Faulk e Adrian Peterson.
Nella sua seconda stagione ricevette 57 passaggi per 708 yard e 3 touchdown. Nella terza salì a 101 ricezioni per 1 464 yard e 12 touchdown. Fu nominato miglior giocatore dell'Orange Bowl 2014 dopo aver stabilito il record della partita con 16 ricezioni per 227 yard. In quella partita pareggiò anche il record dei Tigers per ricezioni in carriera con 240.
Vittorie e riconoscimenti
- Orange Bowl (2014)
- MVP dell'Orange Bowl
- First-team All-American (2011, 2012, 2013)
- FWAA Freshman All-American (2011)
- First-team All-ACC (2011, 2013)
- Second-team All-ACC (2011)
- ACC Offensive Rookie of the Year (2011)

## Carriera professionistica

### Buffalo Bills

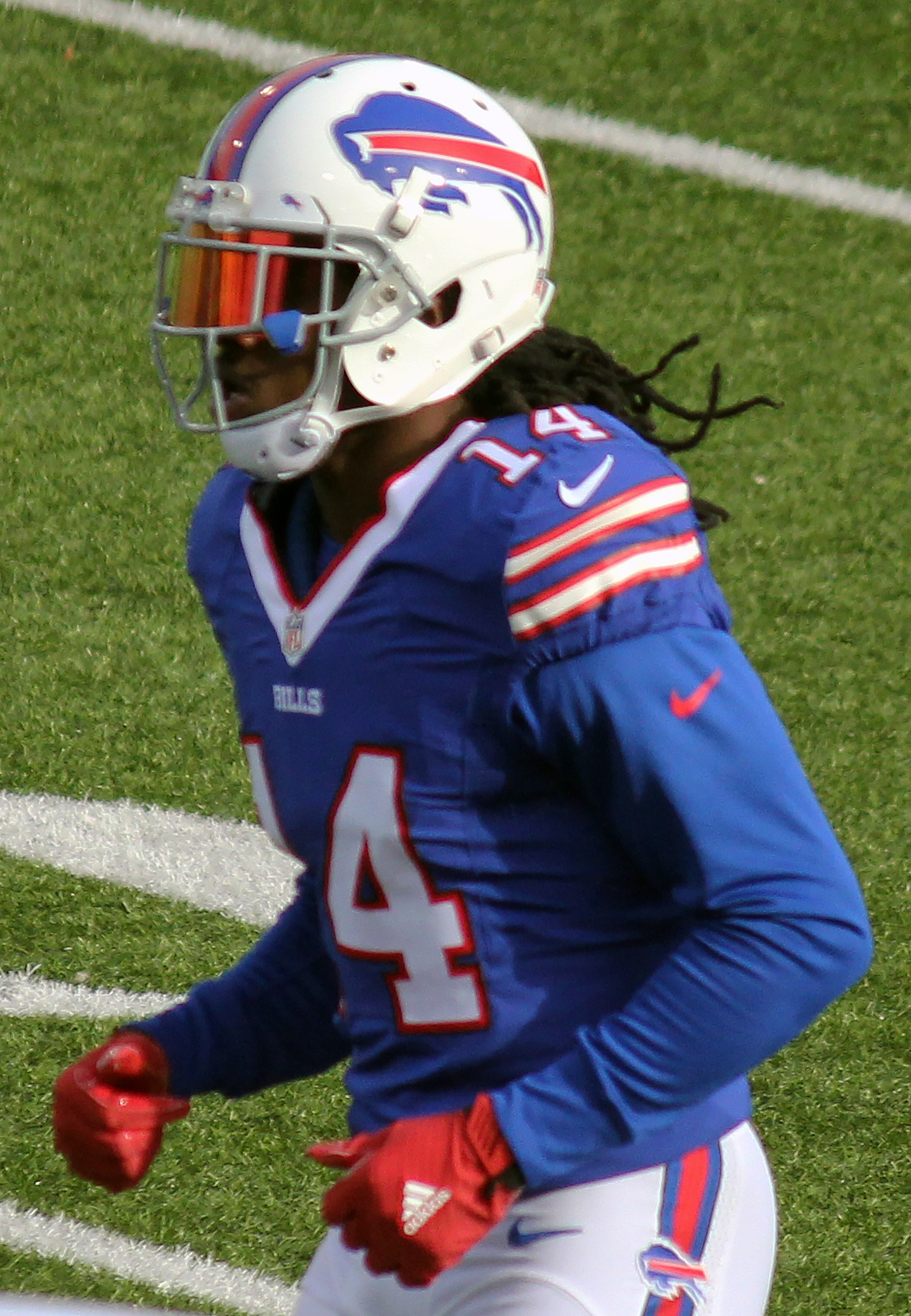
Watkins nel 2015

Il 6 gennaio 2014, Watkins annunciò che avrebbe saltato l'ultimo anno di college per rendersi eleggibile nel Draft NFL 2014, dove fu scelto come quarto assoluto dai Buffalo Bills. Debuttò come professionista partendo come titolare nella vittoria a sorpresa in casa dei Chicago Bears ai supplementari in cui ricevette 3 passaggi per 31 yard. La domenica successiva superò per la prima volta le cento yard ricevute, guadagnandone 117 e segnando il suo primo touchdown nella vittoriosa partita casalinga contro i Miami Dolphins, venendo premiato come rookie della settimana. Il secondo touchdown lo segnò due settimane dopo contro i Texans. Nella settimana 7 fu decisivo segnando il touchdown del sorpasso (il secondo della sua giornata) su passaggio di Kyle Orton a un secondo dal termine contro i Vikings. La sua gara terminò con 122 yard ricevute, venendo premiato per la seconda volta come rookie della settimana. Lo stesso riconoscimento lo ottenne nel turno seguente, vinto contro i Jets, in cui ricevette 157 yard e un touchdown. Una seconda marcatura gli fu negata perché esultò con troppo anticipo, venendo placcato dagli avversari nei pressi della end zone. Quattro giorni dopo fu premiato come miglior rookie offensivo del mese di ottobre in cui ricevette 393 yard e tre touchdown.
Nella settimana 14, Watkins tornò a superare le cento yard ricevute dopo un mese e mezzo di gioco, ma i Bills uscirono sconfitti in trasferta dai Broncos. Nel penultimo turno segnò il suo sesto touchdown dopo un digiuno di sei partite ma Buffalo perse contro i Raiders, venendo matematicamente eliminata dalla corsa ai playoff. La sua prima stagione si concluse con 65 ricezioni (sesto tra i rookie) per 982 yard (quarto tra i rookie e leader della sua squadra) e 6 touchdown (sesto).
La prima marcatura della stagione 2015, Watkins la segnò nel secondo turno contro i Patriots. Nella settimana 9, nella vittoria sui Dolphins, ricevette un nuovo primato personale di 168 yard dal quarterback Tyrod Taylor e segnò il suo terzo touchdown. Nel dodicesimo turno ricevette 158 yard e 2 TD, tutti nel primo tempo, salvo spegnersi nel secondo come tutti i Bills, che uscirono sconfitti dai Chiefs. La sua seconda stagione si chiuse guidando i Bills in yard ricevute (1 047) e TD su ricezione (9).

### Los Angeles Rams
L'11 agosto 2017, Watkins fu scambiato con i Los Angeles Rams in cambio di E.J. Gaines. I primi due touchdown con la nuova maglia li ricevette dal quarterback Jared Goff nella vittoria del terzo turno sui San Francisco 49ers. La sua unica annata in California si chiuse con 593 yard ricevute e 8 touchdown.

### Kansas City Chiefs
Il 13 marzo 2018, Watkins firmò con i Kansas City Chiefs dove nella prima stagione disputò 10 partite (9 come titolare) con 40 ricezioni per 519 yard e 3 marcature. Nel primo turno della stagione 2019 disputò la migliore gare in carriera ricevendo 9 passaggi per 198 yard e 3 touchdown dal quarterback Patrick Mahomes nella vittoria sui Jacksonville Jaguars. Da quel momento rimase senza segnare fino alla finale dell'AFC, in cui tornò a trovare la end zone, risultando il miglior ricevitore dei suoi nella vittoria sui Tennessee Titans che riportò i Chiefs al Super Bowl per la prima volta dal 1969. Il 2 febbraio 2020 partì come titolare nel Super Bowl LIV contro i San Francisco 49ers che i Chiefs vinsero per 31-20, conquistando il primo titolo dopo cinquant'anni. Nella finalissima ricevette 5 passaggi per 98 yard.
Nella prima partita della stagione 2020 Watkins guidò i Chiefs con 82 yard ricevute e segnò un touchdown nella vittoria sugli Houston Texans. La sua annata si chiuse con 37 ricezioni per 421 e 2 touchdown. I Chiefs tornarono al Super Bowl ma furono sconfitti dai Tampa Bay Buccaneers.

### Baltimore Ravens
Il 26 marzo 2021 Watkins firmò un contratto di un anno da sei milioni di dollari con i Baltimore Ravens.

### Green Bay Packers
Il 14 aprile 2022 firmò un contratto annuale dal valore di 4 milioni di dollari con i Green Bay Packers.

## Palmarès

### Franchigia
- Super Bowl : 1

Kansas City Chiefs: LIV
- American Football Conference Championship: 2

Kansas City Chiefs: 2019, 2020

### Individuale
- Rookie offensivo del mese: 1

ottobre 2014
- Rookie della settimana: 3

2ª, 7ª e 8ª del 2014